# Hazslinszky Tamás
Hazslinszky Tamás (Budapest, 1934. augusztus 14. − 2024. március 28.) barlangkutató, kertészmérnök, főtanácsos.

## Családja
Dédapja Hazslinszky Frigyes Ákos botanikus.

## Élete és pályája
Okleveles kertészmérnök végzettségét 1964-ben szerezte. A Vízgazdálkodási Tudományos Kutató Intézet tudományos munkatársa volt 1959-től 1972-ig, az Országos Vízügyi Hivatal főmérnöke volt 1972-től 1976-ig, a Városépítési Tudomány és Tervező Intézet szakosztályvezetője volt 1976-tól 1981-ig, a Környezetvédelmi Intézet barlangtani osztályvezetője volt 1981-től 1986-ig, a Környezetvédelmi Minisztérium főtanácsosa volt 1986-tól a nyugdíjba vonulásáig, 1994-ig.
A Farkasréti temetőben temették el.

## Barlangkutató tevékenysége
A Magyar Karszt- és Barlangkutató Társulat karszt-botanikai szakbizottságának vezetője (1963−1965), a társulat választmányi tagja (1966−1974), titkára (1974−1978), főtitkára (1978-1986), társelnöke 1999-től és 2016-tól tiszteletbeli elnöke. A Karszt- és Barlangkutatási Tájékoztató szerkesztője az 1964. évi 5-6. számtól 1967-ig. A Karszt és Barlang főszerkesztője 2003-tól jelenleg is. Az MKBT Tájékoztató két számának társszerkesztője. Herman Ottó-érmet kapott 1979-ben, MTESZ-díjban részesült 1989-ben. Mintegy kétszáz tanulmány és ismeretterjesztő írás szerzője, több „Tájak, Korok, Múzeumok” kiadvány írója.
A Másfélmillió lépés Magyarországon sorozat Barangolás a Börzsönyben című részében ő ismertette a környéket a Hegyes-tetőn.

## Művei
- A mérnökbiológia feladatai és módszerei; Vituki, Budapest, 1967 (Vízügyi szakmai irodalmi beszámolók)
- 70 éves a szervezett magyar karszt- és barlangkutatás. 1910–1980 Budapest, 1980 (a kiadvány szerkesztője)
- Barlangtúrák 8 országban (1987)
- Kis-Fátra túrakalauz (1990)
- Solymári-ördöglyuk. Budapest, 1995. Második, bővített kiadás (a kiadvány szerkesztője)
- A 40 éves Magyar Karszt- és Barlangkutató Társulat történetének dokumentumai. Budapest, 1998 (az egyik szerkesztő)
- A Baradla-barlang 19. századi nevezetes látogatói. Rudabánya, 2004